# カエサルがクレオパトラをエジプトの玉座に戻す
『カエサルがクレオパトラをエジプトの玉座に戻す』（カエサルがクレオパトラをエジプトのぎょくざにもどす、仏: César remet Cléopâtre sur le trône d'Égypte、英: Caesar Restoring Cleopatra to the Throne of Egypt）は、イタリア・バロック期の画家ピエトロ・ダ・コルトーナが1637-1643年ごろ、キャンバス上に油彩で制作した絵画である。おそらくバルベリーニ家を通して、フランスの政治家で美術収集家であったルイ1世・フェリポー・ド・ラ・ヴリリエール (1599-1681年) により委嘱された。現在、リヨン美術館に所蔵されている。

## 作品
本作を委嘱したルイ1世・フェリポー・ド・ラ・ヴリリエールは、フランス国王ルイ13世の顧問で、1621年から国務長官を務めた人物である。作品は、1635年から建設が始まった、フランソワ・マンサールの設計になるフェリポーのパリの邸宅内画廊のためのものであった。現在、トゥールーズ館として知られる邸宅の誇りであった画廊は「黄金の画廊 (Galerie dorée)」と呼ばれ、ローマ派の画家、あるいはローマで制作していた画家たちの10点の絵画で装飾されていた。10点の絵画の内訳は、ピエトロ・ダ・コルトーナの3点、グエルチーノの3点、グイド・レーニの1点、カルロ・マラッタの1点、プッサンの1点、オルベットの1点であった。
フェリポーがレーニの『ヘレナの掠奪』を絵画市場で購入したことに続いて始められたこれらの絵画10点の委嘱は、1635から1645年の間に行われた。本作の制作年は、様式的に1637年から1643年ごろであると思われる。作品はほかの9点とともにフランス革命中の1793年に没収され、フランス国家の所有となった。本作は、1801年8月31日の地方美術館創設の布告で新たに誕生したリヨン美術館に割り当てられた。「黄金の画廊」由来の絵画は複製で置き換えられたが、本来の5点はパリのルーヴル美術館に、残りの5点はナンシー美術館、マルセイユ美術館、カン美術館、リール美術館に送られた。
本作は、月桂樹の冠を着けたユリウス・カエサルが、2人の侍女に付き添われた彼の愛人のエジプト女王クレオパトラに権力を返す場面を表している。カエサルは、クレオパトラに王冠と王笏 (王権の象徴) が載っている玉座を左手で示している。2人のつながれた手は、正確に画面の中心を占めている。右側の陰の部分には、妹のクレオパトラに玉座を譲る羽目になり、恨みがましく去っていくアルシノエ4世が見える。左奥の木々とピエトロ・コルトーナ的な建築物の間には、独裁者カエサルにエジプトまで付き添ってきた兵士たちがいる。
本作と関連する2枚の素描がある。ウフィツィ美術館 (目録番号1407) にある素描は絵画の初期段階を示しており、完成した絵画とは数々の相違点がある。ローマの中央素描学院 (Istituto Centrale per la Grafica) 所蔵の素描 (目録番号 F.N. 9624) はより遅い時期のもので、完成した絵画と同じ構図となっている。

## 複製

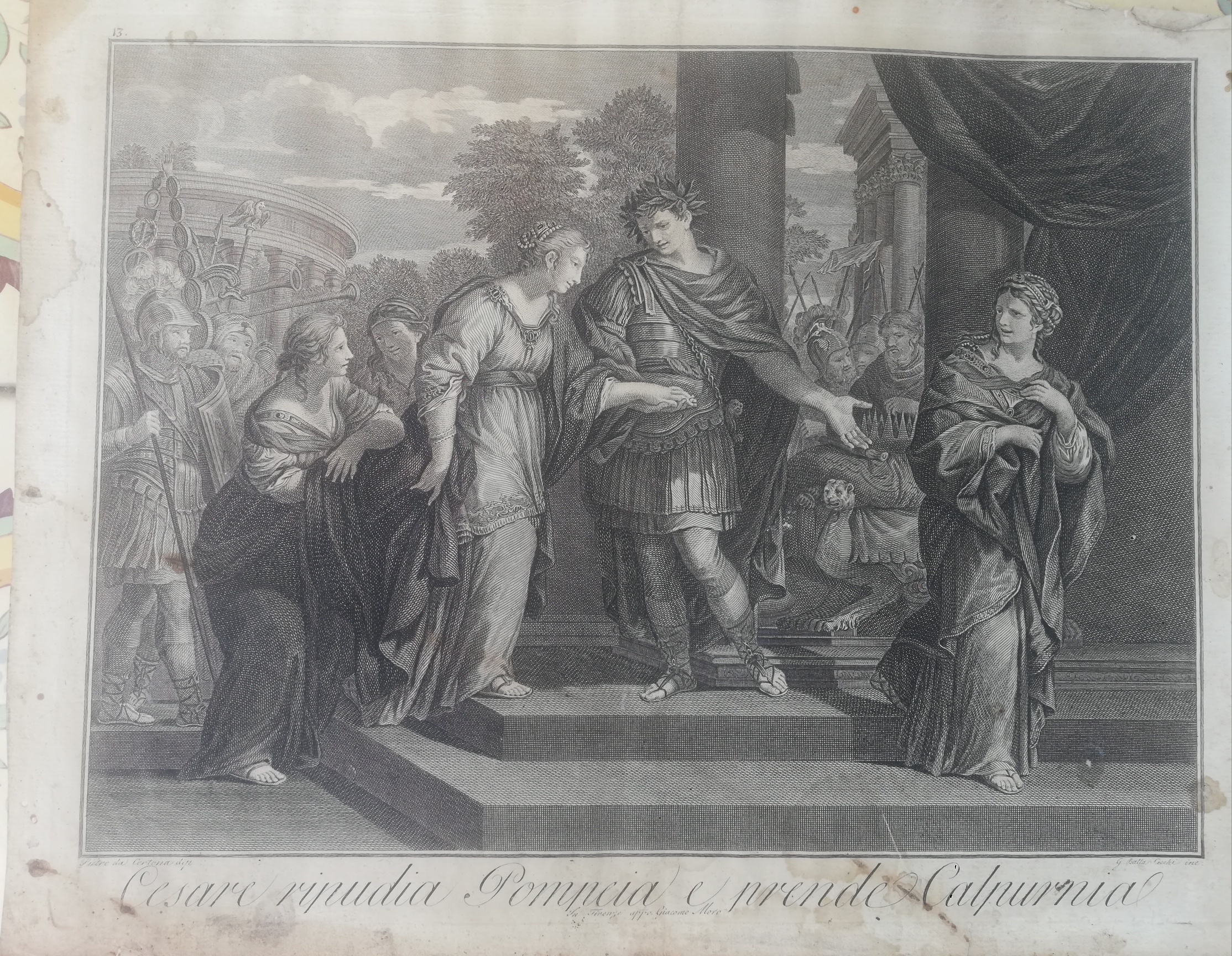
フィレンツェにあったヴァージョンのチェッキによる版画

17世紀末に、本作の別のヴァージョンがフィレンツェのストロッツィ家のコレクションに記録されている。この複製の存在は、ジョヴァンニ・バッティスタ・チェッキの1783年の版画により証だてられる。この版画は「フィレンツェの画廊、宮殿所蔵の絵画をもとにした24点の版画集」にあったが、当時の主題解釈の誤りにより『ポンペアを拒絶し、カルプルニアを取るカエサル』という題名が付けられていた。このヴァージョンの現在の所蔵場所は不明である。